# Педру Рейнел
Пед́ру Рейне́л (порт. Pedro Reinel, *бл.1462 — †бл.1542) — португальський картограф кін. XV — 1-ї пол. XVI ст.

## Біографія
Про життя Рейнела відомо мало.

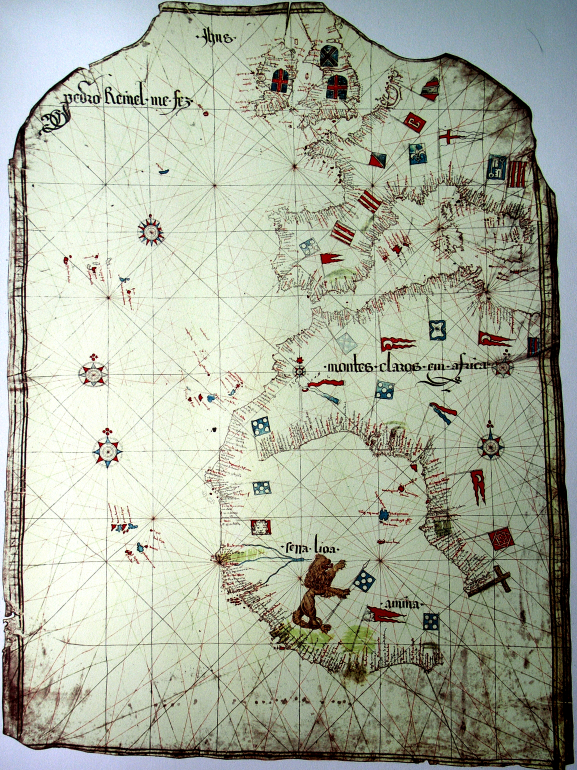
Портолан Педру Рейнела (1485)

Його морський навігаційний портолан — найвідоміша з підписаних португальських мап подібного роду, датується 1485 роком. На ній показані водний простір і берегову лінію Західної Європи і Північно-Західної Африки, де вже були відображені результати останніх мандрівок Діогу Кана.
У тому ж році (1485) ним опублікована мапа західного узбережжя Африки до гирла р. Конго
1504 роком датується його карта, що в теперішній час зберігається в Державній Баварській бібліотеці в Мюнхені, де вперше зображені географічна широта і роза вітрів, увінчана оздобою фльор-де-ліс (фр. fleur de lys).

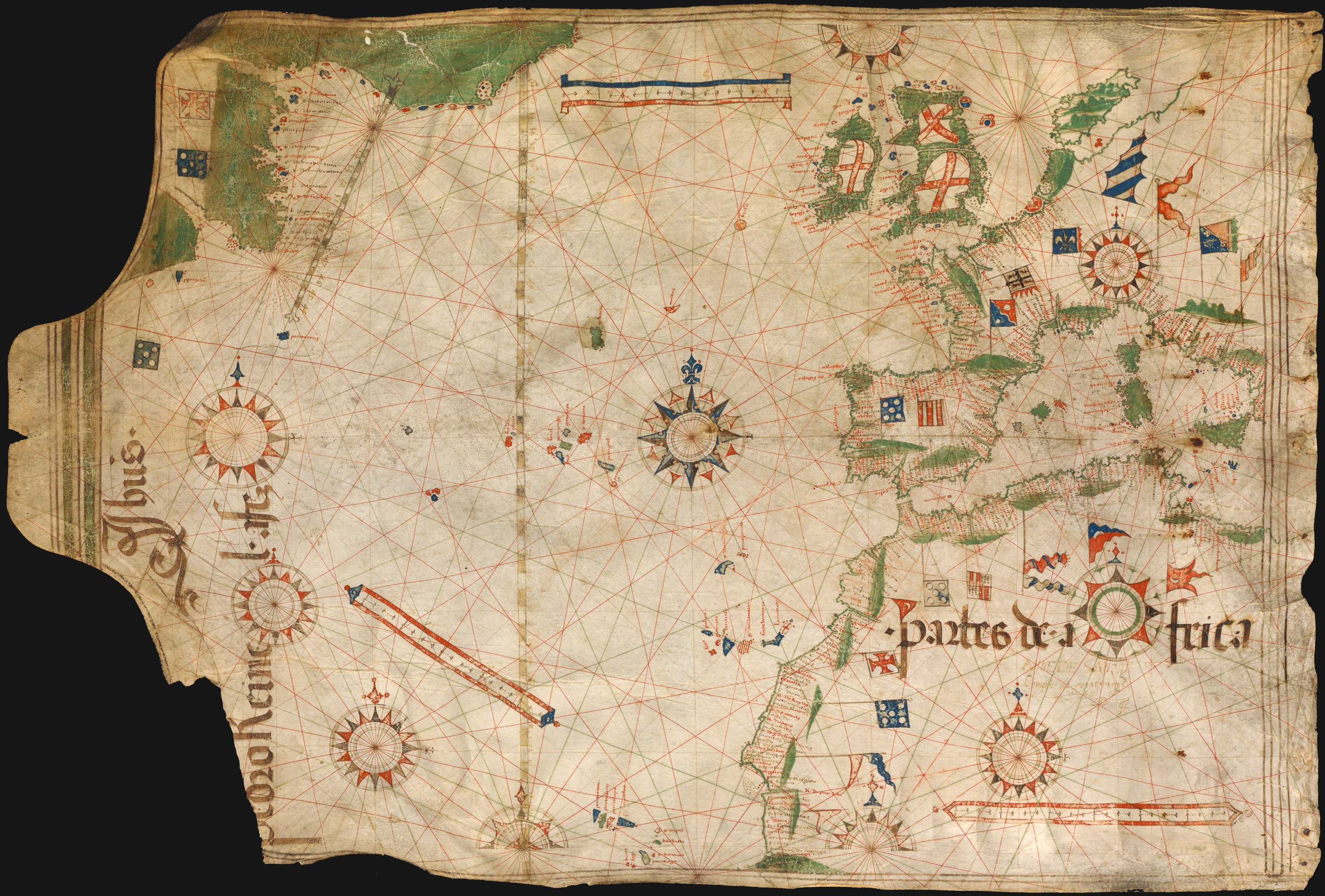
Портолан Педру Рейнела (бл. 1504 р.), зберігається в Державній Баварській бібліотеці, Мюнхен, Баварія, Німеччина

Спільно зі своїм сином Жорже і Лопо Омемом в 1519 році Педру Рейнел брав участь у розробці знаменитого Атласу Міллера.
За заслуги перед вітчизною король Жуан III виділив Рейнелу 15000 ріалів на рік, що було величезним статком на той час.

## Виноски
1. ↑  The Stuttgart Database of Scientific Illustrators 1450–1950
2. ↑  Хроніка португальських відкриттів [Архівовано 12 грудня 2008 у Wayback Machine.] (рос.)